# NHL Entry Draft 1987
NHL Entry Draft 1987 był 25. draftem NHL w historii. Odbył się w dniach 13 czerwca w Joe Louis Arena w Detroit.

## Draft 1987

### Runda 1
| #  | Zawodnik              | Narodowość | Drużyna NHL                         | Klub macierzysty            |
| -- | --------------------- | ---------- | ----------------------------------- | --------------------------- |
| 1  | Pierre Turgeon (C)    | Kanada     | Buffalo Sabres                      | Granby Bisons (QMJHL)       |
| 2  | Brendan Shanahan (LS) | Kanada     | New Jersey Devils                   | London Knights (OHL)        |
| 3  | Glen Wesley (O)       | Kanada     | Boston Bruins (z Vancouver Canucks) | Portland Winter Hawks (WHL) |
| 15 | Joe Sakic (C)         | Kanada     | Quebec Nordiques                    | Swift Current Broncos (WHL) |

### Runda 2
| #  | Zawodnik          | Narodowość        | Drużyna NHL        | Klub macierzysty               |
| -- | ----------------- | ----------------- | ------------------ | ------------------------------ |
| 33 | John LeClair (PS) | Stany Zjednoczone | Montreal Canadiens | Bellows Free Academy (USHS–VT) |
| 34 | Jeff Hackett (B)  | Kanada            | New York Islanders | Oshawa Generals (OHL)          |

### Runda 8
| #   | Zawodnik            | Narodowość        | Drużyna NHL     | Klub macierzysty          |
| --- | ------------------- | ----------------- | --------------- | ------------------------- |
| 159 | Guy Hebert (B)      | Stany Zjednoczone | St. Louis Blues | Hamilton College (NESCAC) |
| 166 | Theoren Fleury (PS) | Kanada            | Calgary Flames  | Moose Jaw Warriors (WHL)  |

### Runda 9
| #   | Zawodnik         | Narodowość | Drużyna NHL           | Klub macierzysty |
| --- | ---------------- | ---------- | --------------------- | ---------------- |
| 172 | Jarmo Myllys (B) | Finlandia  | Minnesota North Stars | Lukko            |

Legenda: B – bramkarz, O – obrońca, C – center, LS – lewoskrzydłowy, PS – prawoskrzydłowy.